# Salvador Gimeno i Luis
Salvador Gimeno i Luis   (Lliçà de Vall, 1 de gener de 1930 - Santa Eulàlia de Ronçana, 11 de juliol de 2004) fou un futbolista català de la dècada de 1950.

## Trajectòria
Començà a destacar a l'EC Granollers, on jugà entre 1948 i 1952. Aquest darrer any fou fitxat pel RCD Espanyol club on jugà durant sis temporades, la primera cedit a la UE Sant Andreu. Mai fou titular indiscutible, però sí que arribà a jugar 26 partits a primera divisió amb els blanc-i-blaus. L'any 1958 abandonà l'Espanyol per jugar al Deportivo de La Corunya, on romangué una temporada.